# Graham Masterton

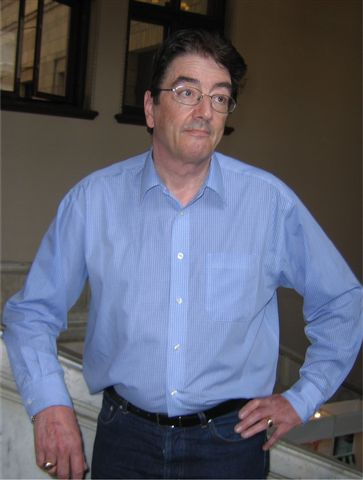
Graham Masterton, Warszawa, 18 maja 2007.

Graham Masterton (ur. 16 stycznia 1946 w Edynburgu) – brytyjski pisarz, twórca horrorów.

## Życiorys
Po szkoleniu dziennikarskim wydawał magazyn dla mężczyzn „Mayfair”. W wieku dwudziestu czterech lat został wybrany na redaktora naczelnego magazynów „Penthouse” i „Penthouse Forum”. Debiut Grahama Mastertona jako autora horrorów, z czego jest najbardziej znany, wiąże się wraz z wydaniem Manitou (The Manitou) w 1976 roku – opowieści o indiańskim szamanie narodzonym ponownie w obecnych czasach, aby zemścić się na białym człowieku. Powieść bardzo szybko stała się światowym bestsellerem. Książkę zekranizowano w 1978, film do dziś cieszy się uznaniem wśród widzów. Od tego czasu Masterton opublikował mnóstwo horrorów, w tym Kostnicę (Charnel House), który dostał nagrodę Special Edgar od Mystery Writers of America, Zwierciadło piekieł (Mirror), nagrodzone Srebrnym Medalem przez West Cost Review of Books, oraz Wizerunek zła (Family Portrait), który to był jedynym niefrancuskim zdobywcą prestiżowej nagrody Prix Julia Verlanger. Trzy spośród opowieści Grahama Mastertona zostały przeniesione na ekran w serialu z gatunku horroru Tony’ego Scotta: Mroczne żądze (The Hunger), a opowiadanie o które oparto odcinek Sekretna księga Shih Tan, w którym w roli głównej wystąpił Jason Scott Lee znalazło się na liście nominowanych do nagrody Brama Stokera przyznawanej przez organizację Horror Writers Association. Inna krótka opowieść, Podłóżkowo (Underbed), o chłopcu odnajdującym tajemniczy świat pod swoimi kocami, została uznana najlepszą krótką opowieścią przez Horror Critics Guild. Dziecko ciemności (The Chosen Child), którego akcja ma miejsce w kanałach ściekowych Warszawy, została uznana najlepszą powieścią roku z gatunku horror przez Science Fiction Chronicle i wysoko oceniona przez „Publisher’s Weekly”. W 2019 roku Masterton otrzymał nagrodę Brama Stokera za całokształt twórczości, a w 2021 został uhonorowany przez miasto Wrocław krasnalem z brązu trzymającym w dłoni powieść Manitou przed Art Hotelem na ulicy Kiełbaśniczej - jednym z ponad sześciuset wrocławskich krasnali. Oprócz wyżej wymienionych Masterton otrzymał jeszcze wiele mniej prestiżowych nagród za swoje opowiadania i powieści, a niektóre z jego dzieł przez dłuższy czas utrzymywały się na listach bestsellerów. Akcja kilku jego książek toczyła się w Polsce, co miało związek z pochodzeniem jego żony, ale także z polskim przodkiem, dziadkiem jego matki.

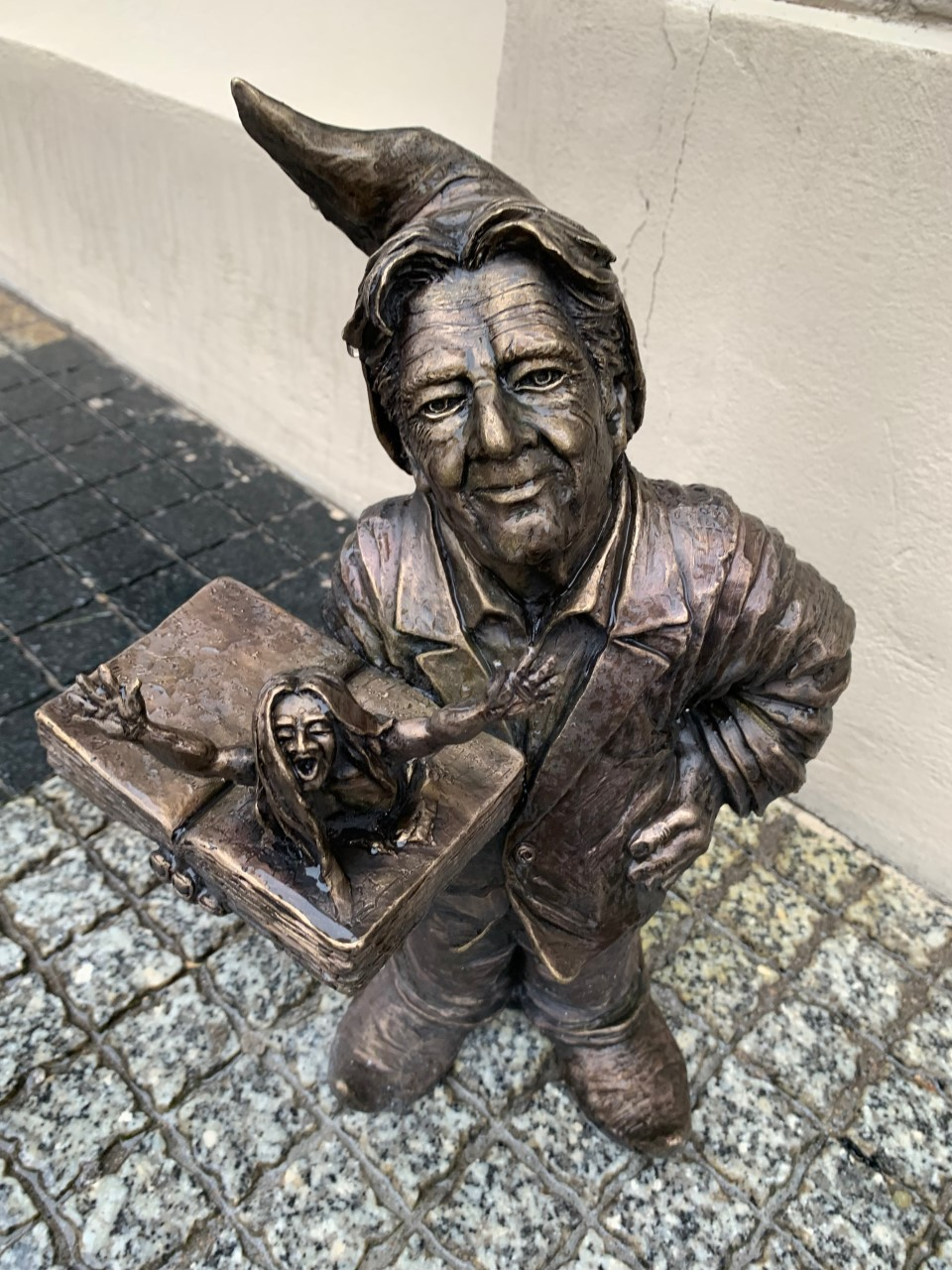
Mastertonek na ul. Kiełbaśniczej we Wrocławiu.

Graham Masterton jest również autorem poradników z dziedziny erotyki.
Obecnie Masterton regularnie pisuje do takich czasopism jak „Cosmopolitan”, „Men’s Health”, „Woman”, „Woman's Own”, a nawet takich jak polskojęzyczna „Nowa Fantastyka”. Wydaje także nowe książki i zbiory opowiadań.
Mieszka w Surrey w Anglii. Ma trzech synów; jego żona Wiescka (Wiesława) była dzieckiem emigrantów polskich, zmarła 27 kwietnia 2011.

## Twórczość

### Horrory

#### CyklManitou
- 1975 – Manitou (The Manitou)
- 1979 – Zemsta Manitou (Revenge of the Manitou)
- 1991 – Duch zagłady (Burial)
- 1996 – Wnikający duch (Spirit Jump) – opowiadanie
- 2005 – Krew Manitou (Manitou Blood)
- 2009 – Armagedon (Blind Panic)
- 2014 – Infekcja (Infection) (także jako Plague of the Manitou)

#### CyklWojownicy Nocy
- 1986 – Wojownicy Nocy (Night Warriors)
- 1988 – Śmiertelne sny (Death Dream)
- 1991 – Nocna plaga (Night Plague)
- 2006 – Powrót Wojowników Nocy (Night Wars)
- 2011 – Dziewiąty koszmar (The Ninth Nightmare)

#### CyklRook
- 1997 – Rook (Rook)
- 1997 – Kły i pazury (Tooth and Claw)
- 1998 – Strach (The Terror)
- 1999 – Demon zimna (Snowman)
- 2001 – Syrena (Swimmer)
- 2004 – Ciemnia (Darkroom)
- 2010 – Złodziej dusz (Demon’s Door)
- 2012 – Ogród zła (Garden of Evil)

#### CyklSissy Sawyer
- 2005 – Zła przepowiednia (także jako Sissy Sawyer – Przepowiednia) (Touchy and Feely)
- 2007 – Czerwona Maska (The Painted Man)
- 2012 – Czerwony Hotel (The Red Hotel)

#### CyklNathan Underhill
- 2009 – Bazyliszek (Basilisk)
- 2011 – Noc gargulców (Petrified)

#### CyklJerry Pardoe i Dżamila Patel
- 2018 – Wirus (Ghost Virus)
- 2020 – Dzieci zapomniane przez Boga (The Children God Forgot)
- 2021 – Ludzie cienia (The Shadow People)
- 2023 – Wybryk natury (What Hides in the Cellar)
- 2025 – Dom much (House of Flies)

#### Pozostałe
- 1977 – Dżinn (The Djinn) – spin-off cyklu Manitou
- 1978 – Sfinks (The Sphinx)
- 1978 – Kostnica (Charnel House)
- 1978 – Demony Normandii (The Devils of D-Day)
- 1981 – Diabelski kandydat (także jako Kandydat z piekła) (The Hell Candidate) (jako Thomas Luke)
- 1981 – Dziedzictwo (The Heirloom) (jako Thomas Luke)
- 1981 – Studnie piekieł (The Wells of Hell)
- 1983 – Tengu (Tengu)
- 1983 – Wyklęty (The Pariah)
- 1985 – Wizerunek zła (Family Portrait) (także jako Picture of Evil)
- 1986 – Trans śmierci (Death Trance)
- 1988 – Zwierciadło piekieł (Mirror)
- 1988 – Rytuał (Ritual)
- 1989 – Zaklęci (Walkers)
- 1991 – Czarny anioł (Black Angel) (także jako Master of Lies)
- 1991 – Podpalacze ludzi (także jako Wyznawcy płomienia) (The Hymn) (także jako The Burning)
- 1992 – Drapieżcy (Prey) (Wyd. pol. 1993 w tłum. Andrzeja Szulca)
- 1993 – Bezsenni (The Sleepless) (Wyd. pol. 1993 w tłum. Andrzeja Szulca)
- 1994 – Ciało i krew (Flesh & Blood) (Wyd. pol. 1994 w tłum. Andrzeja Szulca)
- 1995 – Zjawa (Spirit) (Wyd. pol. 1995 w tłum. Andrzeja Szulca)
- 1995 – Walhalla (The House That Jack Built) (Wyd. pol. 1995 w tłum. Andrzeja Szulca)
- 1996 – Dziecko ciemności (The Chosen Child)
- 1998 – Dom szkieletów (także jako Dom kości) (House of Bones)
- 2001 – Strażnicy piekła (The Doorkeepers)
- 2001 – Szatańskie włosy (Hair Raiser)
- 2001 – Bonnie Winter (także jako Trauma) (Trauma)
- 2001 – Anioł Jessiki (Jessica’s Angel) (także jako The Hidden World)
- 2002 – Koszmar (także jako Niemy strach) (Unspeakable)
- 2004 – Szary diabeł (The Devil in Gray)
- 2006 – Wendigo (Edgewise)
- 2006 – Pogromca wampirów (także jako Potomek) (Descendant) (także jako Vampire Hunter)
- 2008 – Piąta czarownica (The 5th Witch)
- 2008 – Muzyka z zaświatów (Ghost Music)
- 2010 – Duch ognia (Fire Spirit)
- 2013 – Panika (Forest Ghost)
- 2013 – Śpiączka (Community)
- 2020 – Dom stu szeptów (The House of a Hundred Whispers) (Wyd. pol. 2021 w tłum. Izabeli Matuszewskiej)
- 2022 – Noc skorpiona (The Soul Stealer)
- 2022 – Szpital Filomeny (The House at Phantom Park)
- 2023 – Gloria (The Dark Days of Christmas) (wspólnie z Karoliną Mogielską)

### Powieści historyczne
- 1978 – Heartbreaker (jako Katherine Winstone)
- 1979 – Dynastia (Rich)
- 1981 – Droga żelazna (Railroad) (także jako A Man of Destiny)
- 1982 – Brylant (Solitaire)
- 1984 – Corroboree
- 1984 – Dziewicza podróż (Maiden Voyage)
- 1984 – Pani fortuny (Lady of Fortune)
- 1986 – Headlines (Headlines)
- 1987 – Silver
- 1988 – Władcy przestworzy (Lords of the Air)
- 1990 – Imperium (Empress)

### Thrillery

#### CyklKatie Maguire
- 2002 – Katie Maguire (także jako Białe kości) (Katie Maguire) (także jako A Terrible Beauty lub White Bones)
- 2012 – Upadłe anioły (Broken Angels)
- 2014 – Czerwone światło hańby (Red Light)
- 2015 – Uznani za zmarłych (Taken for Dead)
- 2015 – Siostry krwi (Blood Sisters)
- 2016 – Pogrzebani (Buried)
- 2016 – Martwi za życia (Living Death)
- 2016 – Tańczące martwe dziewczynki (Dead Girls Dancing)
- 2018 – Świst umarłych (Dead Men Whistling)
- 2018 – Żebrząc o śmierć (Begging to Die)
- 2020 – Do ostatniej kropli krwi (The Last Drop of Blood)
- 2024 – Nawet diabeł go nie chce (Pay Back The Devil)
- 2025 – Willing to Die (jeszcze nie wydana)

#### CyklBeatrice Scarlet
- 2015 – Szkarłatna wdowa (Scarlet Widow)
- 2017 – Sabat czarownic (The Coven)

#### Pozostałe
- 1977 – Błyskawica (Fireflash 5) (także jako A Mile Before Morning)
- 1977 – Plaga (także jako Zaraza) (Plague)
- 1979 – Krzywa Sweetmana (The Sweetman Curve)
- 1981 – Głód (Famine)
- 1983 – Ikon (Ikon)
- 1984 – Kondor (Condor) (jako Thomas Luke)
- 1985 – Ofiara (Sacrifice)
- 1996 – Geniusz (Genius) – oryginalna wersja wydana jako Kingdom of the Blind w 1998 roku pod pseudonimem Alan Blackwood
- 2003 – Święty terror (także jako Sekta) (Holy Terror) – oryginalna wersja wydana jako Plague of Angels w 1999 roku pod pseudonimem Alan Blackwood
- 2004 – Wybuch (także jako Niewinna krew) (Innocent Blood)
- 2007 – Aniołowie Chaosu (Chaos Theory)
- 2014 – Susza (Drought)

### Książkowe wersje filmów
- 1976 – Inserts (jako Anton Rimart)
- 1980 – Fobia (Phobia) (jako Thomas Luke)

### Humor erotyczny
- 1975 – Confessions of a Wanton Waitress
- 1976 – Confessions of a Racy Receptionist

### Poradniki seksualne

#### CyklMagia seksu
- 1976 – Magia seksu (How to Drive Your Man Wild in Bed)
- 1995 – Magia seksu II (How to Drive Your Man Even Wilder in Bed)

#### Pozostałe
- 1971 – Acts of Love (jako Dr. Jan Berghoff)
- 1971 – Your Erotic Fantasies (jako Edward Thorne)
- 1973 – Girls Who Said Yes (jako Edward Thorne)
- 1974 – How a Woman Loves to be Loved (jako Angel Smith)
- 1975 – How a Woman Longs to be Loved (jako Angel Smith)
- 1975 – How to be the Perfect Lover
- 1975 – Isn’t It Time You Did Something Kinky? (jako Angel Smith)
- 1975 – Sex is Everything (jako Edward Thorne)
- 1976 – How to be a Good Bad Girl (jako Angel Smith)
- 1976 – Ogród seksu (Women’s Erotic Dreams (And What They Mean))
- 1976 – Erotyczne sny (1,001 Erotic Dreams Interpreted)
- 1977 – The High Intensity Sex Plan
- 1985 – More Ways to Drive Your Man Wild in Bed
- 1987 – Potęga seksu (How to Drive Your Woman Wild in Bed)
- 1989 – Sekrety seksu (Sex Secrets of the Other Woman)
- 1989 – How to Drive Your Lover Wild in Bed
- 1991 – Rozkosze miłości (How to Make Love Six Nights a Week)
- 1992 – Moc seksu (Wild in Bed Together)
- 1993 – Szał seksu (Drive Him Wild)
- 1994 – Wolna, szalona, seksowna ...i bezpieczna – poradnik dla kobiet stanu wolnego (Single, Wild, Sexy ...and Safe)
- 1996 – Seks z inwencją (How to Make His Wildest Dreams Come True)
- 1998 – Tajemnice seksu (Secrets of the Sexually Irresistible Woman)
- 1998 – Siedem tajemnic naprawdę udanego seksu (The Seven Secrets of Really Great Sex)
- 1999 – Tajemnice erotycznych gier i zabaw (The Secrets of Sexual Play)
- 2000 – Jak znaleźć nowego namiętnego kochanka (How to Find a Wild New Lover)
- 2001 – Wild Sex for New Lovers
- 2004 – Up All Night

### Zbiory opowiadań
- 1994 – Dwa tygodnie strachu (Fortnight of Fear)
  - Bestia Pośpiechu (Hurry Monster)
  - Odmieniec (Changeling)
  - Dziedzic z Dunain (Laird of Dunain)
  - Zawsze, zawsze później (Ever, Ever After)
  - Danie dla świni (Pig’s Dinner)
  - Serce z kamienia (Heart of Stone)
  - Kobieta w ścianie (The Woman in the Wall)
  - Stworzenie Belindy (Making Belinda)
  - Eric Pasztet (Eric the Pie)
  - Rokoko (Rococo)
  - Bedford Row 5a (5a Bedford Row)
  - Święta Joanna (Saint Joan)
  - Szósty człowiek (The Sixth Man)
  - Gra bi-dżing (Bejing Craps)
- 1995 – Czternaście obliczy strachu (Flights of Fear)
  - Jajko (Egg)
  - Szara madonna (The Gray Madonna)
  - J.R.E. Ponsford (J.R.E. Ponsford)
  - Dziecko woodoo (Voodoo Child)
  - Obiekt seksualny (Sex Object)
  - Porwanie pana Billa (The Taking of Mr Bill)
  - Dywan (Rug)
  - Matka z wynalazku (Mother of Invention)
  - Apartament ślubny (Bridal Suite)
  - Korzeń wszelkiego zła (The Root of All Evil)
  - Will (Will)
  - Serce Helen Day (The Heart of Helen Day)
  - Skarabeusz z Jajouki (The Jajouka Scarab)
  - Kształt bestii (Absence of Beast)
- 1996 – Uciec przed koszmarem (także jako Strach ma wiele twarzy) (Faces of Fear)
  - Obecność aniołów (Evidence of Angels)
  - Żarłoczny księżyc (The Hungry Moon)
  - Żal (Grief)
  - Sekretna księga Shih Tan (The Secret Shih-Tan)
  - Mężczyźni z Maes (Men of Maes)
  - Nieprawdopodobna historia (Fairy Story)
  - Dusząca Kate (Suffer Kate)
  - Wnikający duch (Spirit Jump) (część cyklu Manitou dziejąca się między częścią 3 i 4)
- 2000 – Okruchy strachu (Feelings of Fear)
  - Głęboka wpadka (Out of Her Depth) (także jako Eau Noire)
  - Śmierć na drodze (Road Kill)
  - Lolicia (Lolicia)
  - Przyjaciel w potrzebie (Friend in Need)
  - Bohaterka (Heroine)
  - Ratunek (Saving Grace)
  - Żwawy Jack (Jack Be Quick)
  - Anaïs (Anaïs)
  - Indyk na zimno (Cold Turkey)
  - Piknik nad Lac du Sang (Picnic at Lac du Sang)
  - Chłopiec z Ballyhooly (The Ballyhooly Boy)
  - Stowarzyszenie Wzajemnego Współczucia (The Sympathy Society)
  - Syn bestii (Son of Beast) (opowiadanie dodane w polskim wydaniu)
  - Prasa (The Press) (opowiadanie dodane w polskim wydaniu)
- 2005 – Festiwal strachu (Festival of Fear)
Zbiór przygotowany specjalnie na rynek polski
  - Sarkofag (Sarcophagus)
  - Burgery z Calais (The Burgers of Calais)
  - Bazgroła (The Scrawler)
  - Epifania (Epiphany)
  - Posocznica (Sepsis)
  - Sąsiedzi z piekła (Neighbors From Hell)
  - Anty-Mikołaj (Anti-Claus)
  - Wizerunek zła (Reflection of Evil)
  - Camelot (Camelot)
  - Towarzystwo współczucia (The Sympathy Society)
- 2011 – Grease Monkey and Other Tales of Erotic Horror
Zbiór zawierający opowiadania łączące w sobie grozę z erotyką, przygotowany specjalnie dla wydawnictwa MHB Press, edycja limitowana.
  - Epifania
  - Camelot
  - Piknik nad Lac Du Sang
  - Skarabeusz z Jajouki
  - Sekretna księga Shih-Tan
  - Obiekt seksualny
  - Bohaterka
  - Odmieniec
  - Rokoko
  - Dusząca Kate
  - Apartament ślubny
  - Lolicia
  - Syn Bestii
  - Posocznica
  - Grease Monkey
- 2014 – Figures of Fear
- 2022 – Dni śmiertelnego strachu (Days of Utter Dread)
  - Morderczy uścisk (Stranglehold) (wspólnie z Dawn G. Harris)
  - Zadurzony w cieniach (Half-Sick of Shadows) (również jako Lekkie mdłości od cieni)
  - Nad Stawem Miłosierdzia (On Gracious Pond)
  - Równowaga narodowa (Natonial Balance)
  - Colman Musztarda (Cutting The Mustard) (wspólnie z Dawn G. Harris) (również jako Musztarda po obiedzie)
  - Portret Kasi (A Portrait of Kasia)
  - Najwspanialszy dar (The Greatest Gift) (również jako Największy dar)
  - Epifania (Epiphany)
  - Czerwony rzeźnik z Wrocławia (The Red Butcher of Wroclaw)
  - Serołak (Cheeseboy)

### Pozostałe opowiadania
- Obserwator (Beholder) (opowiadanie zawarte w antologii dedykowanej Grahamowi Mastertonowi Dziedzictwo Manitou)
- Portret Jennie (A Portrait of Jennie) (najkrótsze opowiadanie Mastertona zawarte m.in. w jego artykule Okrutne ostre opowiadania w magazynie Nowa Fantastyka – numer 02/2006)
- Noc Wendigo (Edgewise) (opowiadanie napisane w ramach konkursu razem z Tony Campbellem w 5 numerze magazynu The Horror Express, dostępne też w polskiej antologii Oblicza grozy)
- Ex-voto (w antologii Slices of Flesh i na oficjalnej polskiej stronie Grahama Mastertona)
- Mechanik (Grease Monkey) (w antologii 13 ran)
- I, The Martian (napisane pod pseudonimem Roland Winchester i opublikowane w Mayfair)
- W obronie Rogera Herringsa (In Defense of Roger Herrings) (w antologii 17 szram)
- Sponiewierana (The Battered Wife) (w antologii horroru 11 cięć oraz na oficjalnej stronie autora w wersji angielskiej)
- Ukryty w mroku (The Night Hider) (w zbiorze Ukryty w mroku)
- Co robi ciemność (What The Dark Does) (w 8 numerze magazynu OkoLica Strachu)
- Eye for an Eye (opowiadanie z cyklu Katie Maguire)
- The Drowned (opowiadanie z cyklu Katie Maguire)
- Diabelskie pogłosy (Resonant Evil) (w zbiorze Ukryty w mroku)
- Dioboł (Boogeyboy) (w antologii Nocne Mary) (wspólnie z Karoliną Mogielską)
- Mr. Nobody (w antologii Obiata. Antologia słowiańska) (wspólnie z Karoliną Mogielską)
- The Last Laugh (w Lazaret. Antologia kliniczna) (wspólnie z Karoliną Mogielską)
- Nie żałuj umarłych (Don't Cry for the Dead) (w Martwce. Antologia wampiryczna) (wspólnie z Karoliną Mogielską)
- The Colour of Jealousy (na stronie The Horror Zine) (wspólnie z Dawn G. Harris)

### Opowiadania dostępne na oficjalnej stronie autora
- Eric Pasztet (Eric the Pie)
- Gra bi-dżing (Bejing Craps)
- Głęboka wpadka (Out of Her Depth) (także jako Eau Noire)
- Stowarzyszenie Wzajemnego Współczucia (The Sympathy Society)
- Piknik nad Lac du Sang (Picnic at Lac du Sang)
- Burgery z Calais (The Burgers of Calais)
- Bazgroła (The Scrawler)
- Anty-Mikołaj (Anti-Claus)
- Camelot (Camelot)
- If Pigs Could Sing
- Spirits of the Age
- A Polite Murder
- Saint Bronach’s Shrift
- Sponiewierana (The Battered Wife)

### Chapbooks
Limitowane edycje specjalne opowiadań podpisane przez autora.
- 1988 – Hurry Monster
- 2001 – The Scrawler
- 2003 – Sepsis
- 2009 – Half-Sick of Shadows

### Wiersze
- w antologii poezji Sprouts on Helicon: Sixth Form Poetry
  - Mr DaSilva of the Carabinieri
  - Childhood Love
  - A Visit To The Country
- w antologii poezji The Devil’s Wine
  - Marriage
  - Gauguin
  - Wooden Bread
  - Les Professeurs
  - Sunday Prayer Meeting
  - A Farewell to Ireland
  - Lot’s Wife
  - System Speed
- w 5 numerze magazynu The Horror Express
  - The Clock and the Cake
  - The Last Day
  - The Stars Shine Sharpest
- na oficjalnej stronie autora
  - Secret Worlds
- w antologii Of Horror and Hope
  - The Woman Who Woke Me
- w antologii HWA Poetry Showcase XI
  - Imaginary Friend

### Inne
- 1988 – Smak raju (A Taste of Heaven) – napisane w duecie przez Grahama i Wiesckę Mastertonów.
- 1989 – Scare Care – antologia opowiadań grozy pod redakcją Grahama Mastertona.
- 1998 – Świat Mastertona (Manitou Man: The Worlds of Graham Masterton) – opracowanie twórczości Mastertona, autorstwa Raya Clarka i Matta Williamsa, wraz z wywiadem z autorem oraz opowiadaniami:
  - Wnikający duch (Spirit Jump) (część cyklu Manitou dziejąca się między częścią 3 i 4)
  - Żwawy Jack (Jack Be Quick)
  - Obecność aniołów (Evidence of Angels)
  - Nieprawdopodobna historia (Fairy Story)
  - Bohaterka (Heroine)
  - Sekretna księga Shih Tan (The Secret Shih-Tan)
  - Anaïs (Anaïs)
  - Śmierć na drodze (Road Kill)
  - Ratunek (Saving Grace)
  - Lolicia (Lolicia)
- 2003 – Piekielne wizje (Visions of Hell) – antologia komiksów polskich autorów na podstawie opowiadań Grahama Mastertona.
- 2010 – Rules of Duel – napisane w duecie wraz z Williamem S. Burroughsem.
- 2011 – Masterton. Opowiadania. Twarzą w twarz z pisarzem (autorzy: Robert Cichowlas, Piotr Pocztarek) – książka o Grahamie Mastertonie zawierająca również:
  - Opowiadania:
    - Morderstwo z zasadami (A Polite Murder)
    - Podłóżkowo (Underbed)
    - Duchy epoki (Spirits of the Age)
    - Lekkie mdłości od cieni (Half-Sick of Shadows)
    - Pieskie dni (Dog Days)
    - Łaska Świętej Bronach (Saint Bronach’s Shrift)
    - Anka

  - Wiersze:
    - Boże Narodzenie 2005 (For Wiescka Christmas 2005)
    - Małżeństwo (Marriage)
    - Les Professeurs
    - Pożegnanie z Irlandią (A Farewell to Ireland)
    - Niedzielne spotkanie modlitewne (Sunday Prayer Meeting)

  - Oryginalne zakończenie powieści Manitou – alternatywne rozdziały 7 i 8
  - Zasady pisania (Rules of Writing) – felieton Grahama o pisaniu
  - Gdyby świnie umiały śpiewać (If Pigs Could Sing) – fragmenty nieukończonej powieści humorystycznej

### Antologie z opowiadaniami Mastertona
- 1980 – New Terrors 1
- 1981 – Modern Masters of Horror
- 1989 – Hot Blood: Tales of Provocative Horror
- 1989 – Masques 3
- 1989 – Scare Care
- 1990 – Dziedzictwo Lovecrafta
- 1990 – The Mammoth Book of Terror
- 1991 – Dark Voices 3: The Pan Book of Horror
- 1991 – Gorętsza krew: Antologia erotycznego horroru
- 1992 – Dark Voices 4: The Pan Book of Horror
- 1992 – The Mammoth Book of Vampires
- 1993 – The Year’s Best Fantasy and Horror Sixth Annual Collection
- 1994 – Deadly After Dark
- 1994 – Fear Itself
- 1994 – The Mammoth Book of Frankenstein
- 1994 – The Year’s Best Fantasy and Horror Seventh Annual Collection
- 1995 – Dark Terrors
- 1995 – Stranger by Night
- 1996 – Dark Terrors 2
- 1996 – Fear the Fever
- 1996 – The Mammoth Book of Best Nes Horror Volume Seven
- 1996 – White House Horrors
- 1997 – Dancing with the Dark
- 1997 – Kiss and Kill
- 1997 – The Mammoth Book of Dracula: Vampire Tales for the New Millennium
- 1997 – The Year’s Best Fantasy and Horror Tenth Annual Collection
- 1998 – The Unexplained: Stories of the Paranormal
- 1999 – White of the Moon: New Tales of Madness and Dread
- 2000 – Dark Terrors 5
- 2000 – The Mammoth Book of Best New Horror Volume Eleven
- 2011 – 11 cięć
- 2011 – 15 blizn
- 2012 – 13 ran
- 2013 – Dziedzictwo Manitou

### Wydania zbiorcze
- 1990 – Die Tochter De Sphinx/Der Dschinn/Der Manitou
- 1999 – Burial/Black Angel
- 1999 – Rook/Tooth and Claw
- 2000 – Snowman/The terror
- 2002 – Ritual/Walkers
- 2003 – The Hymn/Night Plague
- 2004 – Corroboree/Empress
- 2004 – Tengu/The Devils of D-Day/The Mirror/Charnel House
- 2004 – Rich/Solitaire
- 2007 – Manitou: L’Integrale De La Trilogie

### Książki niewydane
- Gdyby świnie umiały śpiewać (If Pigs Could Sing) (powieść humorystyczna) (nieukończona)
- Love Thy Lover, Love Thy God (chrześcijański poradnik seksuologiczny) (manuskrypt przepadł)
- Morbleu (powieść o wampirach napisana przez Mastertona w wieku ok. 14 lat) (manuskrypt przepadł)
- Mysterious Babies (powieść surrealistyczna) (manuskrypt przepadł)
- The Electric Ambush (powieść surrealistyczna dziejąca się w latach 60. w Londynie)
- powieść przygodowa o niewolnictwie dla wydawnictwa Sphere Books (manuskrypt przepadł)

### Książki zapowiedziane
- Pomysł napisania powieści wspólnie ze słynnym brytyjskim komikiem[7].

## Adaptacje filmowe i telewizyjne
- 1978 – Manitou (The Manitou) (film) (reż. William Girdler)
- 1997 – Mroczne żądze (także jako Osobliwości) (The Hunger) (serial TV)
  - Sekretna księga Shih Tan (The Secret Shih Tan) (odcinek 4) (reż. Russell Mulcahy)
  - Apartament ślubny (Bridal Suite) (odcinek 5) (reż. Erik Canuel)
  - Anais (Anais) (odcinek 7) (reż. Darrell Wasyk)
- 2004 – Stworzenie (reż. Magdalena Gendera) (film krótkometrażowy na podstawie opowiadania Stworzenie Belindy)

## Polscy wydawcy książek Grahama Mastertona
- wydawnictwo Amber (m.in. Manitou)
- wydawnictwo Albatros Andrzej Kuryłowicz (m.in. Bonnie Winter)
- wydawnictwo Dom Wydawniczy „Rebis” (m.in. Zła przepowiednia, Czerwony Hotel)
- wydawnictwo Prima (m.in. Walhalla)
- wydawnictwo Zysk i S-ka (m.in. Dżinn)
- wydawnictwo Świat Książki (tylko Drapieżcy)
- wydawnictwo Repro – centrum (tylko Śmiertelne sny)
- wydawnictwo Książnica (Dziewicza podróż, Pani fortuny)
- wydawnictwo Replika (m.in. Kandydat z piekła, Trauma)